# 策克
42°33′48″N 101°17′36″E / 42.563393°N 101.293402°E
策克是中华人民共和国内蒙古自治区一个嘎查（策克嘎查）和国际口岸（策克口岸），在额济纳旗苏泊淖尔苏木境内，海拔1050米，距额济纳旗达来呼布镇约80公里，有公路和铁路通往蒙古国。策克口岸的通关规模仅次于二连浩特和满洲里，是内蒙古自治区的第三大陆路口岸。策克口岸于2003年12月建成启用，口岸构建物有联检大楼、联检人员宿舍楼等；配套工程有达镇至中蒙边界的国门公路、通信光缆及基站、输变电线缆、口岸供水深井等。与蒙古国南戈壁省古尔班特斯西伯库伦口岸相对。